# Giuliano Laffayete
Giuliano Lafayette (Rio de Janeiro, 8 de julho de 1991) é um ator brasileiro.

## Biografia
Nascido na cidade do Rio de Janeiro, Lafayette estreou na televisão com o personagem extravagante Caco na telenovela Verdades Secretas da Rede Globo em 2015, Caco é amigo de Guilherme, vivido por Gabriel Leone, e se interessa por Giovanna, interpretada por Agatha Moreira. Além de atuar, Giuliano pinta.
Antes da TV, participou do filme Anima Sola dirigido por Roberto Jabor em 2012, a história se baseia na Santa Anima Sola, Alma Solitária, presente em vários evangelhos do Cristianismo, representa as almas do purgatório.
O ator tem parentesco com Carmen Miranda, sua tia-bisavó, sua bisavó por parte do pai era Cecilia Miranda.

## Filmografia
| Ano  | Título            | Papel             | Nota(s)                |
| ---- | ----------------- | ----------------- | ---------------------- |
| 2015 | Verdades Secretas | Caco              | 1.ª temporada          |
| 2015 | Anima Sola        | Carlos            |                        |
| 2016 | 3%                | Lucas             | 2 episódios            |
| 2019 | Filhos da Pátria  | Átila             | 3 episódios            |
| 2023 | Vai na Fé         | Fabricio Santiago |                        |
| 2025 | Dona de Mim       | Fabricio Santiago | Episódio: "14 de maio" |